# Better Motörhead Than Dead: Live at Hammersmith
Better Motörhead Than Dead: Live at Hammersmith — пятый концертный альбом британской рок-группы Motörhead,  записанный 16 июня 2005 года на юбилейном концерте в честь 30-летия группы в Hammersmith Apollo, и выпущенный 16 июля 2007 года.

## Список композиций
Все песни, написаны Эдди Кларком, Лемми и Филом Тейлором, за исключением отмеченных.

### Диск 1
1. «Dr. Rock» (Würzel, Фил Кэмпбелл, Питер Гилл, Лемми)
2. «Stay Clean»
3. «Shoot You in the Back»
4. «Love Me Like a Reptile»
5. «Killers» (Кэмпбелл, Микки Ди, Лемми)
6. «Metropolis»
7. «Love for Sale» (Кэмпбелл, Ди, Лемми)
8. «Over the Top»
9. «No Class»
10. «I GotI Got Mine» (Лемми, Брайан Робертсон, Тейлор)
11. «In the Name of Tragedy» (Кэмпбелл, Ди, Лемми)
12. «Dancing on Your Grave» (Лемми, Робертсон, Тейлор)

### Диск 2
1. «R.A.M.O.N.E.S.» (Würzel, Кэмпбелл, Лемми, Тейлор)
2. «Sacrifice» (Würzel, Фил Кэмпбелл, Ди, Лемми)
3. «Just 'Cos You Got the Power» (Würzel, Кэмпбелл, Лемми, Тейлор)
4. «We Are The Road Crew»
5. «Going to Brazil» (Würzel, Кэмпбелл, Лемми, Тейлор)
6. «Killed by Death» (Würzel, Кэмпбелл, Питер Гилл, Лемми)
7. «Iron Fist»
8. «Whorehouse Blues» (Кэмпбелл, Ди, Лемми)
9. «Bomber»
10. «Ace of Spades»
11. «Overkill»

## Участники записи
- Иэн Фрэйзер «Лемми» Килмистер — вокал, бас-гитара, гармоника в «Whorehouse Blues»
- Фил Кэмпбелл — гитара,  акустическая гитара  в «Whorehouse Blues»
- Микки Ди — ударные, акустическая гитара  в «Whorehouse Blues»

## Чарты
| Чарт (2007)                   | Высшая позиция |
| ----------------------------- | -------------- |
| Германия (Offizielle Top 100) | 74             |
| French Albums (SNEP)          | 176            |